# ویکتور گلانتزلین
ویکتور گلانتزلین (انگلیسی: Victor Glaentzlin؛ زادهٔ ۲۳ آوریل ۱۹۹۸) بازیکن فوتبال است.
از باشگاه‌هایی که در آن بازی کرده‌است می‌توان به باشگاه فوتبال سوشو اشاره کرد.